# سوفیا شاهینیان
سوفیا واغیناکی شاهینیان (ارمنی: Սոֆյա Վաղինակի Շահինյան؛ انگلیسی: Sofya Shahinyan؛ زادهٔ ۲۷ نوامبر ۱۹۱۵ - درگذشته ۳ نوامبر ۲۰۰۳) هواشناس اهل ارمنستان بود.

## زندگی‌نامه
وی در ۲۷ نوامبر ۱۹۱۵ در ایغدیر به دنیا آمد و از انستیتو آب و هواشناسی مسکو (۱۹۳۸) فارغ‌التحصیل گشت.  وی در ۳ نوامبر ۲۰۰۳ در سن ۸۷ سالگی در ایروان درگذشت